# Ванифатьев, Александр Герасимович
Алекса́ндр Гера́симович Ванифа́тьев (24 августа 1906, Пермь — 12 октября 1979, Ленинград) — советский офицер флота, педагог. Вице-адмирал. Начальник Каспийского высшего военно-морского Краснознамённого училища имени С. М. Кирова (1949—1951) и Военно-морского училища имени М. В. Фрунзе (1951—1952, 1959—1967).

## Биография
Родился 24 августа 1906 года в Перми.
С сентября 1922 г. по май 1925 г. учился в Военно-морском подготовительном училище, а с мая 1925 г. по май 1928 г. — в Военно-морском училище имени М. В. Фрунзе.. Член ВКП (б) в 1926—1934 гг. Служил на крейсере «Аврора» (май 1928 — апрель 1930). В 1930 году был осуждён Военным трибуналом за неисполнение служебных обязанностей и приговорён к лишению свободы, также был исключён из партии. Наказание заменено принудительными работами, освобожден досрочно в 1931 году. В 1933 году с него была снята судимость, он был призван на переподготовку, восстановлен в кадрах ВМФ и в партии.
Стажёр командира сторожевого корабля «Циклон» (май — июль 1933), командир сторожевого корабля «Метель» (07.1933-01.1934), посыльного судна «Абрек» (апрель 1934 — февраль 1937), плавучей базы «Кронштадт» (февраль 1937 — март 1938). Старший помощник на линкоре «Октябрьская революция» (март 1938 — март 1940), участник Советско-финляндской войны 1939—1940 гг.
Командир шхерного отряда (март — июнь 1940). Затем — в командировке в Германии, участвовал в приёмке крейсера «Лютцов» и его переводе из Свинемюнде в Ленинград. Командир крейсера «Петропавловск» (июнь — август 1940 и ноябрь 1940 — декабрь 1941). Командир линкора «Марат» (август — ноябрь 1940).
В Великой Отечественной войне: начальник курсов переподготовки начсостава, курсов мл. лейтенантов Балтийского флота (декабрь 1941 — май 1942). Командир Осиновецкой Военно-морской базы Ладожской военной флотилии (май — декабрь 1942). Командир линкора «Марат» (декабрь 1942 — февраль 1943), крейсера «Максим Горький» (февраль 1943 — март 1946). В командировке на Черноморском флоте (май — август 1943).
Командир линкора «Октябрьская революция» (март 1946 — октябрь 1947). Прослушал Академический курс офицерского состава при Военно-морской академии им. Ворошилова (октябрь 1947 — октябрь 1948). Заместитель начальника штаба, начальник ОБП 4-го ВМФ (октябрь 1948 — апрель 1949). Начальник Каспийского Высшего военно-морского училища (апрель 1949 — март 1951), контр-адмирал (11 мая 1949), начальник ВВМУ им. Фрунзе (март 1951 — июль 1952; декабрь 1959 — февраль 1967). Командир ЛенВМБ (июль 1952 — март 1956), 1-й заместитель командующего Ленинградским ВМР, старший морской начальник в Ленинграде (март — август 1956). Помощник командующего Тихоокеанского флота по строевой части (август 1956 — декабрь 1959), вице-адмирал (22 февраля 1963). Заместитель начальника Военно-морской академии им. Фрунзе, начальник Академических курсов офицерского состава (февраль 1967—1969). С февраля 1969 г. — в отставке по болезни.
Скончался 12 октября 1979 года в Ленинграде. Похоронен на Серафимовском кладбище.

### Награды
Награждён орденом Ленина (1949), тремя орденами Красного Знамени (1944, 1945, 1955), тремя орденами Красной Звезды (1940, 1943, 1944), орденом Знак Почёта (1961), именным оружием (1956).